# Владимирово (област Добрич)
Вижте пояснителната страница за други значения на Владимирово.
Владимирово е село в Североизточна България. То се намира в община Добричка, област Добрич.

## География
Владимирово е разположено на 26 километра западно от град Добрич, на югозападния край на Добруджа. Оттам на запад започва Лудогорието (Делиорман). То е с надморска височина 240 – 250 метра. Изложението му е много добро, което позволява всички махали да имат южно и източно изложение, а чрез двете гори, Мешето и Ломборджука да бъдат защитени от североизточните, северните и северозападните ветрове. Общата територия на селото, заедно с цялата площ ниви, гори, пътища, застроена площ и други е 36 448 декара, от които 1607 заема застроителния план на селото, 26 737 е обработваемата земя (ниви), а горите и полезащитните пояси заемат 3100 декара. Релефът на землището е хълмист и прорязан от суходолие, а към северната страна има леко наклонени терени. Почвата е характерна за Добруджа – чернозем, в основата на който има и варовити пластове. Климатът е типичен добруджански, с влажна и студена зима и сухо лято. Валежите са под нормалните от средните за страната, движат се между 350 – 400 литра на квадратен метър. Температурите са около нормалните от средните за страната и се движат средно между 15 – 17 градуса. Селото има богата подпочвена вода на дълбочина 15 – 20 метра и то предимно в югозападната му страна, където се намират много кладенци. Землището на селото граничи на изток с това на село Орлова могила, разделя ги река, която до средата на XX век имаше вода, а сега е пресъхнала. На североизток граничи с бившето село Ябълково (дн. заличено). На север граничи със землищата на селата Медово (Област Добрич) и Бенковски (Област Добрич), на запад са селата Червенци, Варненско, и Бдинци. На юг е само Бдинци.

## [2]История
Селото е основано от бежанци от село Главан област Стара Загора. По време на Кримската война цели родове бягат към Бесарабия следвайки оттеглящите се руски войски. Няколко години след като се заселват в Бесарабия Кримската война приключва и местните власти отменят повечето преференции, които са им били дадени, в това число и данъчни облекчения. Тези родове  тръгват на път обратно като зимата ги заварва в Добруджа. Много от тях основават или се заселват в селата Владимирово, Войниково, Главан, Коларци, Каменци, Бдинци, Красен дол, Пет могили, Вратарите, Никола Козлево, Попрусаново, Поручик Гешаново, Сърнец, Тервел, Ангеларий, Вълнари, Подслон, Каолиново, Алфатар. 
Едни от първите заселници в село Владимирово от тези върнали се от Бесарабия бежанци са формиралите се по-късно фамилии Продановци, Желязкови, Влайкови, Керанови, Заимови. 
Друга част продължават своя път и успяват да се върнат обратно в село Главан (област Стара Загора).

## Население
Преброяване на населението през 2011 г.
Численост и дял на етническите групи според преброяването на населението през 2011 г.:
|                     | Численост | Дял (в %) |
| Общо                | 256       | 100,00    |
| Българи             | 252       | 98,43     |
| Турци               | 0         | 0,00      |
| Цигани              | 0         | 0,00      |
| Други               | 0         | 0,00      |
| Не се самоопределят | 0         | 0,00      |
| Неотговорили        | 3         | 1,17      |

## Обществени институции
Кметство, читалище „Георги Тодоров-1940 г.“, Основно училище „Христо Ботев“ Целодневна детска градина, Дневен социален патронаж, здравна служба в която работят лекар и стоматолог. Ветеринарна служба която обслужвва селата-Бдинци, Вратарите, Бенковски, Медово и Орлова могила, пощенски клон обслужващ и селата Бдинци и Вратарите.
В селото има две земеделски кооперации, арендатори и частни земеделски производители. Клуб на пенсионера и четири търговски обекта.

## Културни и природни забележителности
- храм „Св. Архангел Михаил“ – През 1939 г. След силно земетресение стария храм св. Архангел Михаил е частично увреден. В последвалите години на промени и изоставяне на християнските ценности, църквата остава на произвола на природните стихии от новата тогава комунистическа власт и в края на 50-те години на миналия век е окончателно разрушена.
- Килийно училище – построено през 1871 г. След разрушаване на храма се е ползвало за църква, въпреки те забраните на властващите в селото комунисти. През 2005 година сградата е укрепена от църковното настоятелство.

Килийното училище е построено благодарение на инициативата и помощта на кмета по това време - Господин Георгиев по прякор Джартата. Неговият дядо Продан е един от завърналите се от Бесарабия българи, които са наследници на българските бежанци от село Главан - Стара Загора. 
- Паметник на загиналите владимировци във войните от най-новата българска история посторен през 1990 година

## Редовни събития
Празник на селото е 2 юни. Избран е в чест на загиналия Ботев четник Иван Христов и патронния празник на основното училище „Христо Ботев“. Полагат се цветя на паметника и се прави програма от децата и самодейците в селото.

## Личности
- Живко Господинов (1957 – 2015), български футболист-национал
- Отец Васил Вълчев (поч. 1924), ръкоположен в Лом от видинския митрополит Антим I, свещеник в селото си 1869-74-? и в Балчик ?-1924, учител в Добрич 1862 – 68 и в с. Победа, Добричко 1868 – 69, общественик.
- Иван Христов, четник от четата на Христо Ботев.
- Даскал Георги Тодоров, един от основателите на читалището в селото и дарител на 40 дка земеделска земя за читалището.
- Тодор В. Чобанов - конен скотовъд, лауреат на първа награда от III Скотовъдски конкурс в Добрич, 26-28 май 1902 г.[4]
- Нягол Жеков Мамеров, биохимик, лечител, поет-бунтар, репресиран от комунистическата власт.
- д-р Христо Няголов, лекар гинеколог. Работил в Окр. болница-Добрич.
- д-р Въльо Господинов Вълев, работил като преподавател в медицинския институт Варна, неврохирург.
- д-р Нягол Няголов, ръководител на психиатрична болница „Кървуна“.
- полк. д-р Никола Иванов Димов (1945-1998), работил във военна болница Варна, гл. лекар в ГУСВ за североизточна България.
- д-р Димитричка Симеонова Иванова, работила като детски педиатър във Варна.
- Стоян Георгиев Попов (1934-2016), работил като учител по музика в с. Владимирово и Добрич. Създал и ръководил певчески хор, духов оркестър, фанфарен оркестър и акордеонен състав в с. Владимирово.
- Пасьо Минев Пасев, работил като учител по физическо възпитание и директор на училището в с. Владимирово. Допринесъл за развитието на спорта в селото. Ръководил волейболен и футболен отбори в с. Владимирово.
- Дико Иванов Иванов, икономист, зам. кмет на община Добрич.
- Леда Милева, поетеса, родственица на рода Керановите.
- Елка Няголова, поетеса.